# قطعنامه ۳۰۲ شورای امنیت
قطعنامه ۳۰۲ شورای امنیت سازمان ملل متحد که در تاریخ ۲۴ نوامبر ۱۹۷۱ تصویب شد، سندی بین‌المللی دربارهٔ شکایت توسط سنگال است. این قطعنامه طی نشست ۱٬۶۰۱ام
با ۱۴ موافق،۰ مخالف و ۱ ممتنع تصویب شد.